# Dilshi Kumarasinghe
Dilshi Kumarasinghe (auch Kumarasingha, singhalesisch දිල්ෂි කුමාරසිංහ, vollständiger Name Kotambewaththe Gedara Dilshi Maheesha Shyamali Kumarasingha; * 11. Mai 1999) ist eine sri-lankische Leichtathletin, die sich auf den 400- und 800-Meter-Lauf spezialisiert hat.

## Sportliche Laufbahn
Erste internationale Erfahrungen sammelte Kumarasinghe bei den Juniorenasienmeisterschaften 2016 in Ho-Chi-Minh-Stadt, bei denen sie sich im 800-Meter-Finale auf Rang 6 platzierte. Im Juni 2018 trat sie zwei Jahre später erneut bei den dieses Mal im japanischen Gifu ausgetragenen Juniorenasienmeisterschaften an und erlief sich dort neben Silber über 400 Meter (54,03 s) und Bronze über 800 Meter (2:04,53 min) auch mit der 4-mal-400-Meter-Staffel die Bronzemedaille. Einen Monat später schied sie bei den U20-Weltmeisterschaften im finnischen Tampere über 800 Meter und mit der 4-mal-400-Meter-Staffel jeweils im Vorlauf aus. Im April 2019 war Kumarasinghe Teil der sri-lankischen 4-mal-400-Meter-Staffel, die bei den Asienmeisterschaften 2019 in Doha mit Nationalrekord von 3:35,06 min Platz 4 belegte. Anfang Dezember gewann sie bei den Südasienspielen in Kathmandu mit einer Steigerung auf 53,40 s die Goldmedaille über 400 Meter und siegte auch in 2:06,18 min über 800 Meter sowie mit der sri-lankischen Staffel.
Im April 2021 verbesserte Kumarasinghe den zuvor von Gayanthika Abeyrathne gehaltenen Nationalrekord über 800 Meter um drei Hundertstelsekunden auf 2:02,52 min.
2020 wurde Kumarasinghe sri-lankische Meisterin im 800-Meter-Lauf.

## Persönliche Bestleistungen
- 400 Meter: 53,40 s, 5. Dezember 2019 in Kathmandu
- 800 Meter: 2:02,52 min, 9. April 2021 in Colombo (sri-lankischer Rekord)